# Colton Haynes
Colton Lee Haynes (Wichita, Estados Unidos, 13 de julio de 1988) es un actor y modelo estadounidense. Criado como un nómada, vivió en varios estados junto a su familia a lo largo de su infancia y adolescencia, entre ellos Arkansas, Nuevo México, Texas y Florida, y estudió en diferentes institutos. A sus quince años, se mudó a la ciudad de Nueva York, donde comenzó su carrera como modelo, en la que posó para campañas de Bruce Weber y Ralph Lauren, además de aparecer en revistas como Teen Vogue y XY.
Entre 2007 y 2009, hizo breves apariciones en varias series hasta que finalmente en 2010 protagonizó The Gates y Look: The Series. Después, en 2011, ganó popularidad al formar del elenco principal de las dos primeras temporadas de la serie de Teen Wolf, donde tuvo buena recepción. Tras su salida, se unió al elenco de Arrow en 2013, donde interpretó a Roy Harper por cuatro temporadas. Luego de ello, apareció de forma recurrente en American Horror Story: Cult.

## Biografía

### 1988-2009: primeros años e inicios como modelo y actor
Colton Lee Haynes nació el 13 de julio de 1988 en la ciudad de Wichita en el estado de Kansas (Estados Unidos), hijo de William Clayton Haynes y Dana Denise Mitchell; es de ascendencia británica. Durante su infancia, creció junto a sus padres y sus cuatro hermanos en una granja ubicada en Andale; en una entrevista, aseguró que su familia siempre tuvo «un espíritu libre hippie» y se consideraban nómadas. Debido a esto, vivió por cortos períodos en diversos lugares de los Estados Unidos, como Arkansas, Nuevo México, Texas y Florida, además que estudió en tres escuelas distintas. Pese a los valores que su familia le inculcaba, afirmó que siempre tuvo una mala actitud: «Era el típico niño que no sonreía para las fotos de Navidad, era patético en los deportes y odiaba muchas cosas». Continuó diciendo que eventualmente comenzó a madurar y a los quince años se mudó a Nueva York para buscar oportunidades una vez que culminó sus estudios en Texas; esto último ocurrió luego de haber ganado un reinado en su escuela donde fue coronado como «el que muy probablemente será famoso». Estando en Nueva York, inició una carrera como modelo, donde posó para campañas de Kira Plastinina, J. C. Penney y Ralph Lauren. Empezó a ganar popularidad a mediados de 2006 tras aparecer en la portada de la revista gay XY y más tarde tras ser el modelo principal de una sesión fotográfica de Bruce Weber para Abercrombie & Fitch.
En 2007, apareció en la película Transformers, aunque no fue acreditado; el mismo año, interpretó a Brandon Fox en un episodio de la serie CSI: Miami. Igualmente, protagonizó el videoclip de la canción «I don't love you» de la banda My Chemical Romance y audicionó para el rol de Edward Cullen en la película Crepúsculo, adaptación cinematográfica de la novela homónima escrita por Stephenie Meyer; aunque, finalmente el papel lo desarrolló Robert Pattinson. En 2008, hizo de modelo en varias campañas de Verizon Communications y apareció en revistas como Teen Vogue y Arena. Además, actuó en un episodio de las series Privileged y Pushing Daisies. En 2009, actuó en la película Always and Forever como Scott Holland y en un episodio de la serie Melrose Place como Jessie Roberts.

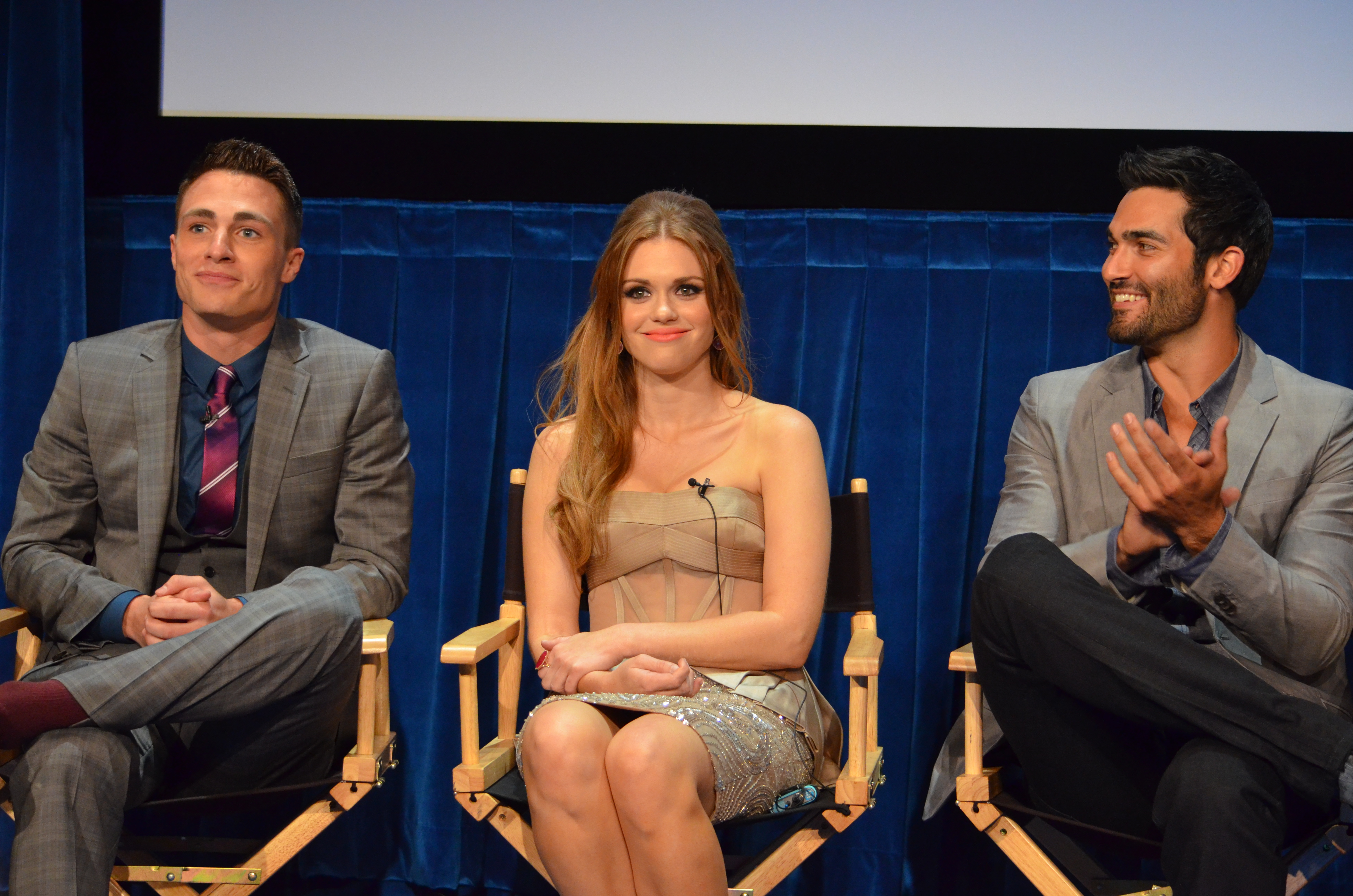
Colton Haynes junto a Holland Roden (centro) y Tyler Hoechlin (derecha) en una entrevista al elenco de Teen Wolf en 2012.

### 2010-actualidad:Teen WolfyArrow
En 2010, formó parte del elenco principal de la serie del canal ABC, The Gates, donde interpretó a Brett Crezski, un futbolista y licántropo. En su episodio estreno, tuvo casi cinco millones en audiencia; sin embargo, fue cancelada tras su primera temporada debido a los bajos índices de audiencia. El mismo año, protagonizó la serie Look: The Series, basada en la película homónima de 2007 con el rol de Shane, un típico estudiante de secundaria; sin embargo, la serie fue también cancelada tras su primera temporada. En 2011, fue seleccionado para interpretar a Jackson Whittemore en la serie de televisión de MTV, Teen Wolf, basada en el filme homónimo de 1985. Perteneció al elenco principal durante las dos primeras temporadas, que tuvieron una duración de doce episodios cada una. Ese mismo año también apareció en un episodio de la serie The Nine Lives of Chloe King y grabó un cortometraje llamado Charlie Brown: Blockhead's Revenge, donde hizo el papel de Linus van Pelt. En 2012 apareció en el videoclip de la canción «Trouble» de Leona Lewis y en 2013 en el de «Gold» de Victoria Justice, en ambos siendo el novio de las respectivas cantantes.
En 2013, fue elegido para interpretar a Roy Harper en la serie de The CW, Arrow. Su estadía en la serie se extendió por más de 39 capítulos a lo largo de las cuatro primeras temporadas. Tras su retirada de la serie, se abstuvo de desarrollar papeles mayores en series o película por más de un año. En 2016, reapareció en un episodio de Arrow como invitado y posteriormente ese año también fue invitado especial en Scream Queens.

## Vida personal
El 5 de mayo de 2016, concedió una entrevista a Entertainment Weekly donde explicó que se había tomado un descanso del mundo de la actuación por sufrir de un trastorno de ansiedad. Asimismo, se declaró abiertamente homosexual. El 19 de febrero de 2017, confirmó su relación con el florista Jeff Leatham, con quien se comprometió más tarde el 12 de marzo de ese año. En noviembre de 2017, Haynes fue nominado al "OUT100" de la revista Out para 2017 en reconocimiento de su salida, su autorrealización y su trabajo. En abril de 2018, Haynes solicitó el divorcio después de un matrimonio de seis meses con Leatham.

## Filmografía

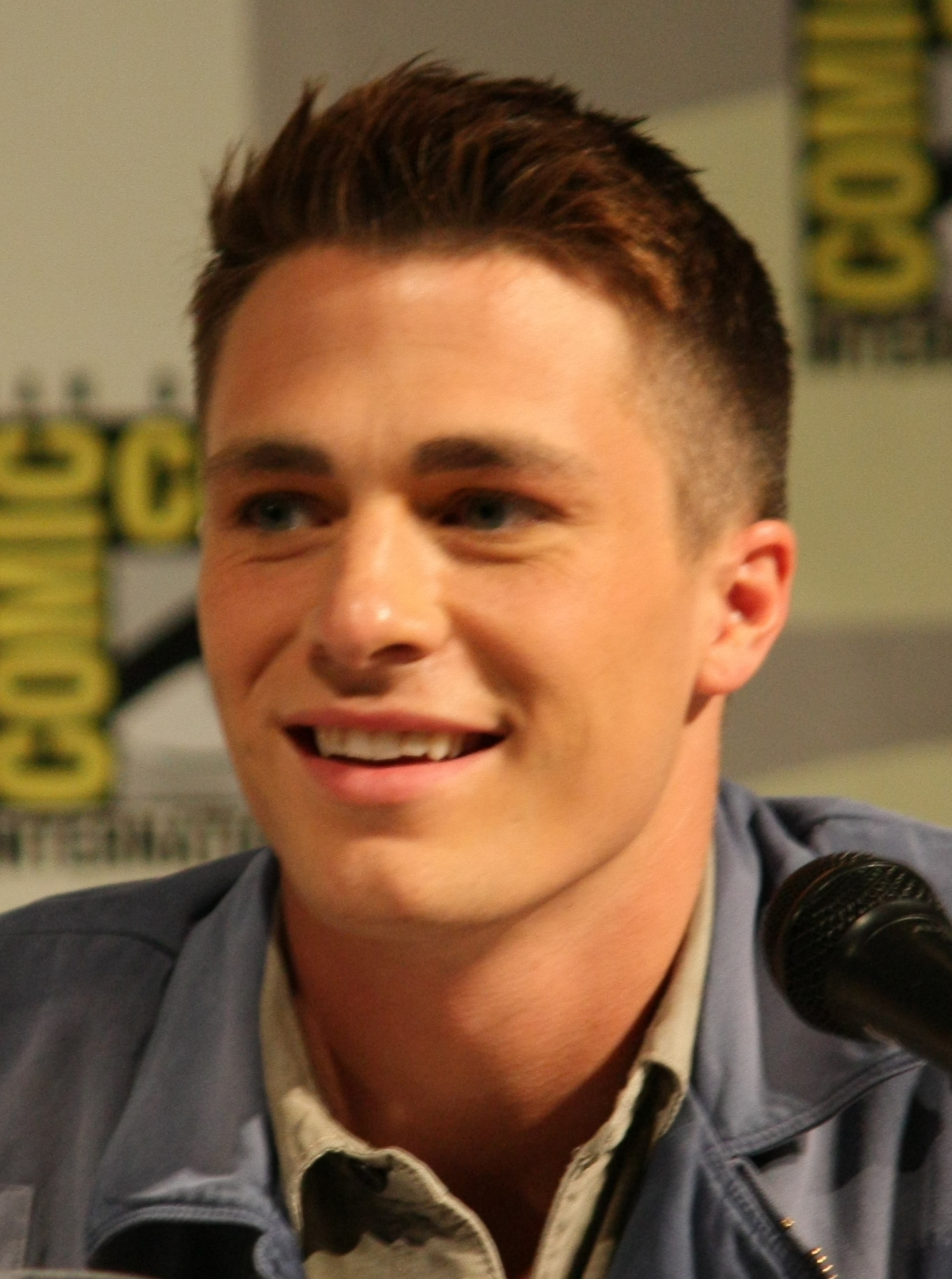
Colton Haynes en la Convención Internacional de Cómics de San Diego en julio de 2012.

| Año  | Título                             | Rol            | Notas         |
| ---- | ---------------------------------- | -------------- | ------------- |
| 2007 | Transformers                       | Chico          | No acreditado |
| 2011 | Charlie Brown: Blockhead's Revenge | Linus van Pelt | Cortometraje  |
| 2011 | Yearbook                           | Carl Mccormick | Cortometraje  |
| 2015 | San Andreas                        | Joby O'Leary   |               |
| 2017 | Triumph                            | Jeff           |               |
| 2017 | Rough Night                        | Scotty         |               |
| 2018 | Bigger                             | Jack LaLanne   | Posproducción |

| Año     | Título                       | Rol                  | Notas |
| ------- | ---------------------------- | -------------------- | --- |
| 2007    | CSI: Miami                   | Brandon Fox          | Episodio «Bang, Bang, Your Debt»                                                                          |
| 2008    | Privileged                   | Alexander            | Episodio «All About Friends and Family»                                                                   |
| 2008    | Pushing Daisies              | Ares Kostopolous     | Episodio «Frescorts»                                                                                      |
| 2009    | Always and Forever           | Scott Holland        | Telefilme                                                                                                 |
| 2009    | Melrose Place                | Jessie Roberts       | Episodio «Gower»                                                                                          |
| 2010    | The Gates                    | Brett Crezski        | Elenco principal                                                                                          |
| 2010    | Look: The Series             | Shane                | Elenco principal                                                                                          |
| 2011-17 | Teen Wolf                    | Jackson Whittemore   | 27 episodios Elenco principal (temporada 1-2) Invitado (temporada 6)                                      |
| 2011    | The Nine Lives of Chloe King | Kai                  | Episodio «Dogs of War»                                                                                    |
| 2013-20 | Arrow                        | Roy Harper / Arsenal | 62 episodios Recurrente (temporada 1 & 8) Elenco principal (temporada 2-3 & 7) Invitado (temporada 4 & 6) |
| 2016    | The Grinder                  | Luke Grinder         | 2 episodios                                                                                               |
| 2016    | Scream Queens                | Tyler                | 2 episodios                                                                                               |
| 2017    | American Horror Story: Cult  | Jack Samuels         | Recurrente; 6 episodios                                                                                   |

| Año  | Título                  | Rol  | Notas |
| ---- | ----------------------- | ---- | ----- |
| 2016 | Marvel Avengers Academy | Thor | Voz   |

## Premios y nominaciones
| Año  | Premiación            | Categoría            | Resultado | Ref.   |
| ---- | --------------------- | -------------------- | --------- | ------ |
| 2016 | Human Rights Campaign | Premio al visionario | Ganador   | [ 13 ] |
| 2016 | Teen Choice Awards    | Mejor estilo: hombre | Nominado  | [ 14 ] |